# Metissen van België
Metissen van België is een Belgische driedelige documentaire-televisiereeks die het schrijnend verhaal vertelt van kinderen van gemengd bloed uit de Belgische koloniale periode in Rwanda in de twintigste eeuw.

## Algemeen
De reeks is gemaakt door het productiehuis De chinezen. Van 21 juni tot 6 juli 2022 werden de drie afleveringen uitgezonden op de Vlaamse openbare zender Canvas. De makers laten drie metissen Jaak, Paul en Jacqueline aan het woord om het traumatische verhaal van meer dan 300 koloniale metiskinderen te schetsen. Zij waren onwettige kinderen van een Belgische vader en een Rwandese moeder. De Belgische overheid rukten de kinderen weg bij hun moeder richting België, waar ze terechtkwamen in adoptiegezinnen of een weeshuis. In 2015 gaf de Belgische overheid de metiskinderen toegang tot hun dossiers, waardoor ze eindelijk hun roots konden uitzoeken.

## Afleveringen
Aflevering 1, JaakJaak is een gepensioneerde politierechercheur uit de Kempen. Hij tracht zijn traumatische jeugd een plaats te geven. Jaak vertelt hoe hij in België is terechtgekomen en samen met zijn zoon gaat hij op zoek naar zijn roots in Rwanda.
Aflevering 2, JacquelineJacqueline vertelt over haar leed in een Belgisch adoptiegezin. Ze gaat op zoek naar haar roots met de hoop de pijnlijke herinneringen uit haar jeugd verzachten. Jacqueline ontdekt dat ze een halfbroer in België heeft en ze reist naar Rwanda om haar moeder te vinden.
Aflevering 3, PaulPaul is een gepensioneerde pianoleraar uit Aalst. Hij kent zijn moeder maar hun relatie is moeizaam. Samen met zijn dochter Liesbeth gaat Paul haar in Rwanda bezoeken om hun emotionele band trachten te versterken.

## Prijzen
De reeks Metissen van België won in 2022 de Prix Europa in de categorie Beste TV-programma over Diversiteit en het won in 2023 de Vlaamse Ensor-televisieprijs voor beste documentaire.